# Villanueva de la Concepción
Villanueva de la Concepción, a veces llamado “El pueblecillo” , es un municipio español de la provincia de Málaga, en la comunidad autónoma de Andalucía. Se encuentra situado a 36 kilómetros de Málaga y al pie de El Torcal de Antequera, entre los 400 y 500 m s. n. m.

## Medio físico

### Relieve
El pueblo presenta fuertes pendientes descendentes dirigidas al sur. Cuenta con cotas que van desde los 650 metros, que es la zona más alta, hasta los 540 metros en el extremo sur, y zona más baja.

### Clima
El clima del pueblo es mediterráneo aunque tenga ciertas características del clima de montaña (está situado a más de 540 metros sobre el nivel del mar). Sus inviernos son pronunciados y la temperatura puede llegar hasta los 0 °C con facilidad, sin embargo, los veranos son extremadamente calurosos, esto es provocado por la altitud. La lluvia se concentra en dos meses principalmente, estos suelen ser los que pertenecen al otoño.
Como todos los lugares donde existen cercanías de montañas, estas acaban influyendo en el clima, por eso tiene condiciones climáticas diferentes al clima zonal donde se encuentra, en este caso el clima Mediterráneo que pertenece a la provincia de Málaga al completo.

### Hidrografía
Solo cuenta con arroyos que tienen curso estacional, es decir, depende de las lluvias. Hace millones de años El Torcal de Antequera estaba bajo el mar. Existen capas freáticas y pozos de agua en el subsuelo lo que convierte al pueblo en autodependiente desde el punto de visto hidrológico. Aun así el cultivo predominante es de secano.
Los nombres de los arroyos son: arroyo Hondo, arroyo de la Solena y arroyo del Espinazo.

## Geografía urbana
El núcleo del pueblo está conformado por viviendas tradicionales, mayoritariamente de planta baja y primera. Las casas cuentan con tejados a dos aguas de teja árabe y muros de mampostero encalados.
El pueblo también cuenta con una zona ampliada que mantiene el mismo número de plantas, aunque no guarden una homogeneidad respecto a los colores de las fachadas. Los tejados también son de tejas.
En la zona norte del pueblo se han hecho los ensanches que pertenecen a las nuevas viviendas que se han construido, las cuales no guardan relación con las casas más antiguas.
El pueblo también tiene dos calles principales (pueblo-calle) en las que las viviendas se anexionan en torno a las calles, en línea recta, aparte de esto también tenemos un plano radiocéntrico que empiezan en las plazas del pueblo y se van extendiendo las edificaciones en círculos de una forma irregular, en conclusión, en el pueblo converge dos tipos de planos de los que hemos estudiado.

## Historia
Pese a su juventud como pueblo, la historia de Villanueva de la Concepción hunde sus raíces en los albores de la humanidad. Paso natural entre la comarca de Antequera y los Montes de Málaga, íberos, romanos, musulmanes y cristianos han ocupado estas tierras dejando huella en una rica y variada historia.
Los primeros vestigios de asentamientos humanos en esta zona corresponden al Paleolítico Medio. Mejor documentada está la presencia del hombre durante el Neolítico al haber sido halladas hachas de piedra pulimentada en lugares como La Alhaja, Pilas de Cobos, el Cortijillo y Fuente Pareja, entre otros, sin contar yacimientos similares de la misma época en los cercanos municipios de Casabermeja (Chaperas) y Almogía (cortijo de Gálvez).
Los íberos fundaron la primera villa de la que se tiene noticia en este término municipal, la ciudad de Osqva, que más tarde sería una de las villas romanas de la provincia de Málaga citadas por los historiadores Tito Livio y Plinio en sus obras.
El símbolo del pacífico león echado que aparece en el escudo del municipio procede de esta antigua ciudad romana, la cual, según los últimos estudios, estaría dotada de templos, foro, teatro y otros servicios, a tenor de los restos arqueológicos hallados en el cerro León. Según el historiador malagueño Juan Temboury, Osqva debió tener su propia necrópolis.
A la caída del Imperio romano se suceden varios siglos sobre los que no hay documentación alguna, por lo que se desconoce lo que pudo acontecer en estas tierras. Lo más probable es que los pocos habitantes que quedaron buscaran protección en Antakira, que llegaría a ser una importante ciudad musulmana.
De hecho, durante el período nazarí estuvo defendida por un cinturón de castillos que, a la vez, permitían al paso a la ciudad de Málaga. En este sentido, los castillos de Cauche, Hins, Almara y Xébar, este último en el municipio de Villanueva de la Concepción, constituían la salvaguarda de los tres pasos naturales hacia la costa.
La importancia del castillo de Xébar queda demostrada por el hecho de que tras la conquista de Antequera por el Infante Don Fernando el 4 de septiembre de 1410, los nazaríes volvieron a ocupar la fortaleza en otoño de ese mismo año, la saquearon y destruyeron.
El alcaide de Antequera volvió a reconstruirla, pero una vez acabada la guerra de Granada, el enclave perdió todo su valor estratégico por lo que comenzó a ser abandonado hasta quedar en ruinas.
El territorio de Villanueva de la Concepción, despoblado, volvió a recuperar cierto protagonismo en la segunda mitad del siglo XVIII coincidiendo con la construcción del Camino Real que uniría Málaga y Madrid. Junto a esta importante vía comenzaron a surgir alquerías y cortijos que con el tiempo acabarían configurando la actual villa, que tomó carta de naturaleza oficial como Población Rural el 3 de noviembre de 1880, a la par que recibieron igual tratamiento las 'villas nuevas' que surgieron en la zona antequerana por esa época.
La villa en sí nace como pueblo el 3 de noviembre de 1880 perteneciendo a Antequera. En marzo de 1992 es declarada Entidad de Ámbito Territorial Inferior al Municipio (EATIM), para más tarde, en 2001, ser declarada Entidad Local Autónoma (ELA), iniciando así una etapa definitiva en su declaración de municipalidad.
En 2007, la Junta de Andalucía reconoció su derecho a segregación del municipio matriz, Antequera.
Tras años de protesta del pueblo villanovense de querer emanciparse y de pasar de una pedanía de Antequera a un municipio.
El 17 de marzo de 2009 el Consejo de Gobierno de la Junta de Andalucía aprobó la constitución de Villanueva de la Concepción como el municipio 101 de la provincia de Málaga.

## Situación e infraestructuras
Villanueva de la Concepción es un pueblo de la comarca de Antequera y delimita con los Montes de Málaga. Está situada a 575 metros de altitud sobre el nivel del mar y a unos 35 kilómetros de la capital de provincia. También se denomina La Villa del Torcal por estar justamente debajo de este. 
Se puede llegar al pueblo con vehículo privado tomando la autovía A-45 desde Málaga. Se toma el desvío de Casabermeja y un desvío por una carretera comarcal, la MA-436, que pasará por Arrollo Coche y lleva hasta Villanueva de la Concepción. Desde Antequera el trayecto resulta más largo, pero menos confuso. Basta tomar la indicación hacia El Torcal, y a menos de dos kilómetros de la ciudad de Antequera, está la señalización del parque natural por la A-6311. Hay que dejar atrás la entrada a El Torcal y continuar por esta vía, que conduce a Villanueva de la Concepción directamente.
Otras formas de llegar al pueblo es utilizando el autobús. Hay tráfico de este transporte todos los días y a horas diferentes (observar el anexo para precisar los horarios del transporte).
El pueblo no cuenta con vías férreas. No existe ningún tren de cercanías ni de otro tipo que llegue a este destino.

## Geografía humana

### Demografía
| Gráfica de evolución demográfica de Villanueva de la Concepción entre 2011 y 2021 |
| |
| Población de derecho según los censos de población del INE Población de hecho según los censos de población del INEEntre el censo de 2011 y el anterior, aparece este municipio porque se segrega del municipio 29015 (Antequera).- Nota: Este hecho se produjo en 2010 |

Villanueva de la Concepción está situado al pie del paraje Natural de El Torcal de Antequera, uno de los paisajes cársticos más importantes de Europa que sobrepasa los 1.200 metros de altura.
También hemos de destacar la buena comunicación del municipio, situado a media hora de Málaga, una hora de Granada, hora y media de Córdoba y a dos horas de Sevilla.
El término municipal de Villanueva de la Concepción abarca los siguientes núcleos de población:
- Por una parte, la población de Villanueva propiamente dicha, que asciende a los 2.682 habitantes.
- Por otro lado, la población de la barriada Santa María del Cerro y Pastelero, cuya población asciende a 741 habitantes.
- Arroyo Coche es una aldea, situada a cinco minutos de Casabermeja y a siete minutos de Villanueva de la Concepción. Dentro de esta aldea podemos encontrar un supermercado, un bar, un colegio y una panadería.

Haciendo una comparativa de la situación demográfica de Villanueva y sus anejos hace una década, podemos observar como ha existido un decrecimiento del  5,84% .

### Economía
La población activa de la localidad asciende aproximadamente a unas 2000 personas y el sector económico que prevalece es el secundario, pues la localidad cuenta con una industria textil que destaca entre los municipios de la comarca de Antequera.
El sector textil está formado por seis empresas de confección en serie de prendas de vestir (concretamente ropa interior femenina), que ocupan alrededor de 250 mujeres, lo que supone una ocupación femenina de un 15% del total de la localidad. 
Dentro del sector primario destacan el olivo, el almendro y el cereal como mayores exponentes de la agricultura y el ganado caprino como mayor exponente de la ganadería. Dentro de esta última hemos de resaltar la fabricación artesanal de queso de cabra en la localidad.
La construcción es otro sector que se encuentra representado en la localidad y que concentra a un gran número de jóvenes, pero ante la actual situación de crisis, principalmente en este sector, nos encontramos con multitud de jóvenes desempleados, con escasa cualificación profesional y sin estudios o con estudios básicos no finalizados (motivado principalmente por un abandono de los mismos, consecuencia de los años dorados de la construcción)
Para terminar añadir que el sector servicios (terciario) también se encuentra representado en la localidad y potencialmente en auge. 
Se dedican a la construcción, la agricultura y la ganadería en su mayor parte, si bien las cooperativas textiles tienen también especial importancia.

### Transporte
Villanueva de la Concepción está comunicada con Málaga capital, el municipio de Casabermeja y la localidad de Arroyo Coche (Almogía), mediante la línea de autobús interurbanoMálaga-Villanueva de la Concepción, operada por Automóviles Mérida. Parte de esa línea discurre dentro del Área del Consorcio de Transporte Metropolitano del Área de Málaga.
| Línea | Trayecto                        | Recorrido y Horarios | Plano |
| ----- | ------------------------------- | -------------------- | ----- |
| M-151 | Málaga-Casabermeja-Arroyo Coche | Recorrido y Horarios | Plano |

## Fiestas
- Primavera: carnavales, Semana Santa, Día de la haba, San Marcos (con su concurso de hornazos) y la romería de San Isidro al Torcal.
- Verano: noche de San Juan,  Fiesta de los Verdiales (la más antigua de la provincia de Málaga, declarada de Interés Turístico Nacional) y la Feria de Agosto (fiesta mayor de la localidad).
- Otoño: día de todos los santos y las fiestas de aniversario del pueblo.
- Invierno: Navidades, año nuevo y reyes.

Los carnavales suelen ser alrededor del Día de Andalucía (28 de febrero) y duran un fin de semana. El viernes por la noche dan un tema y quien quiera se disfraza sobre ese tema, gana el disfraz más original. El sábado cada agrupación se disfraza de lo que quiera, participando en los disfraces más originales y más graciosos. El Domingo de Carnaval acaba con la tradicional degustación de los Huesos de Santo y Anís, además de la tradicional "quema del palmito", a la que todo el que asista debe hacerlo de riguroso luto.
El día de San Marcos, el 25 de abril, se dedica a realizar  hornazos típicos de este día y, posteriormente, toda la familia y amigos pasan la tarde en el campo. En el colegio, los niños dedican un tiempo a elaborar los suyos propios.
Los verdiales son un cante popular de la provincia de Málaga. Se puede considerar como un fandango alegre, y en sus raíces se pueden encontrar connotaciones moriscas. Tal fue la aceptación de este popular cante que fue pasando de generación en generación hasta llegar a nuestros días. Podemos encontrar tres estilos: Estilo de Almogía, Estilo de los Montes y Estilo de Comares. Entre los instrumentos presentes en los verdiales se pueden encontrar el violín, la guitarra, los panderos y los platillos.
El día de la patrona del pueblo es el 8 de diciembre, festividad de la Inmaculada Concepción. La Feria de Agosto se celebra alrededor del 15 de agosto, festividad de la Asunción de la Virgen (Asunción de María). Dura alrededor de 5 o 6 días y durante los mismos se organizan juegos y concursos como son el de la "chocolatada", el "karaoke", "rocódromos", "carreras de cintas a caballo", concurso de decoración de las calles del pueblo, etc. Para los mayores hay actuaciones en la famosa plaza de Andalucía. Para los jóvenes está la caseta de la Juventud, en la que cada noche hay una temática distinta.
También cabe destacar la ruta turística romántica, que recibe el nombre de "Diez pasos para el amor", inaugurada el 14 de febrero de 2015, que consiste en una guía que contiene diez paradas en distintos rincones importantes del pueblo, con un mensaje de amor en cada uno. Estos mensajes son:
1. Suéñame y te soñaré.
2. Dejemos huella de nuestro amor.
3. Susúrrame al oído.
4. Concédeme tan solo una dulce mirada.
5. Bésame en este rincón.
6. Enséñame a olvidarme de pensar.
7. Bebe de mis labios.
8. Dame tu mano y oye lo que mi corazón siente.
9. Andábamos para encontrarnos.
10. Hagamos juntos el camino.